# Пантен
Пресвитер Па́нтен (др.-греч. Πάνταινος; ум. между 200 и 202) — христианский богослов, глава Александрийской богословской школы. Святой Католической церкви (память совершается 7 июля) и Коптской церкви (память 22 июня).
Пантен по одним данным был родом из Афин, по другим — сицилиец. До принятия христианства принадлежал к стоикам, время и обстоятельства обращения неизвестны. С 179 года Пантен преподавал в Александрийском огласительном училище, которое преобразовал в богословскую школу и возглавлял её до 190 года, когда ему на смену пришёл его ученик Климент. При Пантене в его школе курс обучения состоял главным образом из толкования Священного Писания и изложения христианских догматов, но также преподавалась философия (стоическая, эпикурейская, пифагоровская, платоническая и скептическая).
По свидетельству Евсевия, Пантен

явился смелым проповедником Христова Евангелия у язычников на Востоке и доходил даже до земли индийцев… и, говорят, нашёл у местных жителей, познавших Христа, принесённое к ним ещё до его прибытия Евангелие от Матфея.

Иероним Стридонский указывает, что это миссионерское путешествие Пантен предпринял по указанию Александрийского епископа Димитрия.
Евсевий сообщает, что Пантен в устной и письменной форме давал свои изъяснения и толкования, но ни одно из его сочинений не сохранилось. При этом в эклогах Феодота упоминается лишь о его толковании на 18-й псалом, а у Анастасия Синаита — об объяснении им шести дней творения. Сохранилось приводимое у Евсевия мнение Пантена, что автором Послания к Евреям был апостол Павел:

Как сказал блаженный пресвитер: Господь, Апостол Вседержителя, был послан к евреям, а Павел, как посланный к язычникам, по скромности и не назвался апостолом евреев, не смея равняться с Господом, а также и потому, что Послание к Евреям только добавка к его деятельности, ибо был он проповедником и апостолом язычников.